# پارک جونگ-هوان
پارک جونگ-هوان (انگلیسی: Park Jong-hwan; ۹ فوریهٔ ۱۹۳۸ – ۷ اکتبر ۲۰۲۳) بازیکن فوتبال اهل کره جنوبی بود.
از باشگاه‌هایی که در آن بازی کرده‌است می‌توان به باشگاه فوتبال سئونگنام اشاره کرد.
وی همچنین در تیم‌های ملی فوتبال زیر ۲۰ سال کره جنوبی و کره جنوبی بی بازی کرده‌است.
وی در مسابقات کشوری و بین‌المللی در مجموع برندهٔ ۳ مدال طلا شده‌است.